# Карл Юлиус Леополд фон Хоентал
Карл Юлиус Леополд фон Хоентал (на немски: Karl Julius Leopold Graf von Hohenthal; * 21 януари 1830, Дрезден; † 16 февруари 1892, Мерано, Южен Тирол) е граф от род фон Хоентал близо до Лайпциг.

## Произход
Той е единствен син на граф Карл Фридрих Антон фон Хоентал (1803 – 1852) и първата му съпруга графиня Валпургис Хедвиг Шафгоч-Земперфрай фон и цу Кинаст и Грайфенщайн (1810 – 1836), дъщеря на граф Леополд Готхард Карл Боромеус Йохан Шафгоч-Земперфрай фон и цу Кинаст и Грайфенщайн (1764 –1834) и графиня Йохана Непомуцена фон Вурмбранд-Щупах (1774 – 1834). Внук е на саксонския хауптман на Лайпциг граф (от 1790) Карл Лудвиг Август фон Хоентал (1769 – 1826) и Еренгарда Фридерика Вилхелмина фон Крозигк (1781 – 1849).
Баща му се жени втори път на 27 юли 1838 г. в Зомершенбург за графиня Емилия Найдхардт фон Гнайзенау (1809 – 1855) и той има седем полу-братя и сестри.
На 7 август 1790 г. в Дрезден дядо му и целият род фон Хоентал е издигнат на имперски граф от курфюрст Фридрих Август I от Саксония като имперски викар.

## Фамилия
Първи брак: с Августа Изидора фон Вутенау (* 21 май 1832; † 11 април 1886), дъщеря на Карл Адам Траугот фон Вутенау и графиня Изидора фон Хоентал (* 1805), дъщеря на граф Карл Лудвиг Август фон Хоентал (1769 – 1826) и Еренгард Фридерика Вилхелмина фон Кросигк (1781 – 1849). Те имат четири деца:
- Карл Ксавер Максимилиан фон Хоентал (* 23 ноември 1853, Дрезден; † 8 юли 1899, Лайпциг), женен на 9 декември 1886 г. във Витценбург за Мария фон дер Шуленбург (* 25 август 1854, Витценбург; † 26 май 1921, Дрезден), дъщеря на граф Хайнрих Мориц II фон дер Шуленбург-Хеслер (1816 – 1874) и Клара Елизабет Вилхелмина Хенриета фон Ягов (1827 – 1873)
- Изидора Валбурга Олга фон Хоентал (* 28 декември 1854)
- Карл Раул Ойген фон Хоентал (* 22 септември 1856, Дрезден; † 23 март 1924, Грунерн), женен за Агата Хедвиг Бауман (* 21 април 1862, Цюрих; † 11 декември 1951, Грунерн)
- Берта Августа Изидора Марта фон Хоентал (* 3 септември 1860, Дрезден; † 11 август 1944, Бабелсберг), омъжена за фрайхер Хайнрих фон Фризен (* 29 октомври 1847, Дрезден; † 26 юли 1931, Дрезден)

Втори брак: на 8 май 1870 г. в Лайпциг с Паула Мелита Клем (* 16 юни 1844, Лайпциг; † 17 март 1924, Бьорнихен при Йодеран). Те имат един син:
- Карл Фридрих Вилхелм фон Хоентал (* 21 май 1872, Пюхау), женен I. за Фрида Ваген († 7 април 1921, Берлин), II. на 4 юли 1901 г. в Берлин за Ерна Айзенман (* 1 юли 1880, Берлин; † 15 март 1947, Мюнхен)